# Bradavka

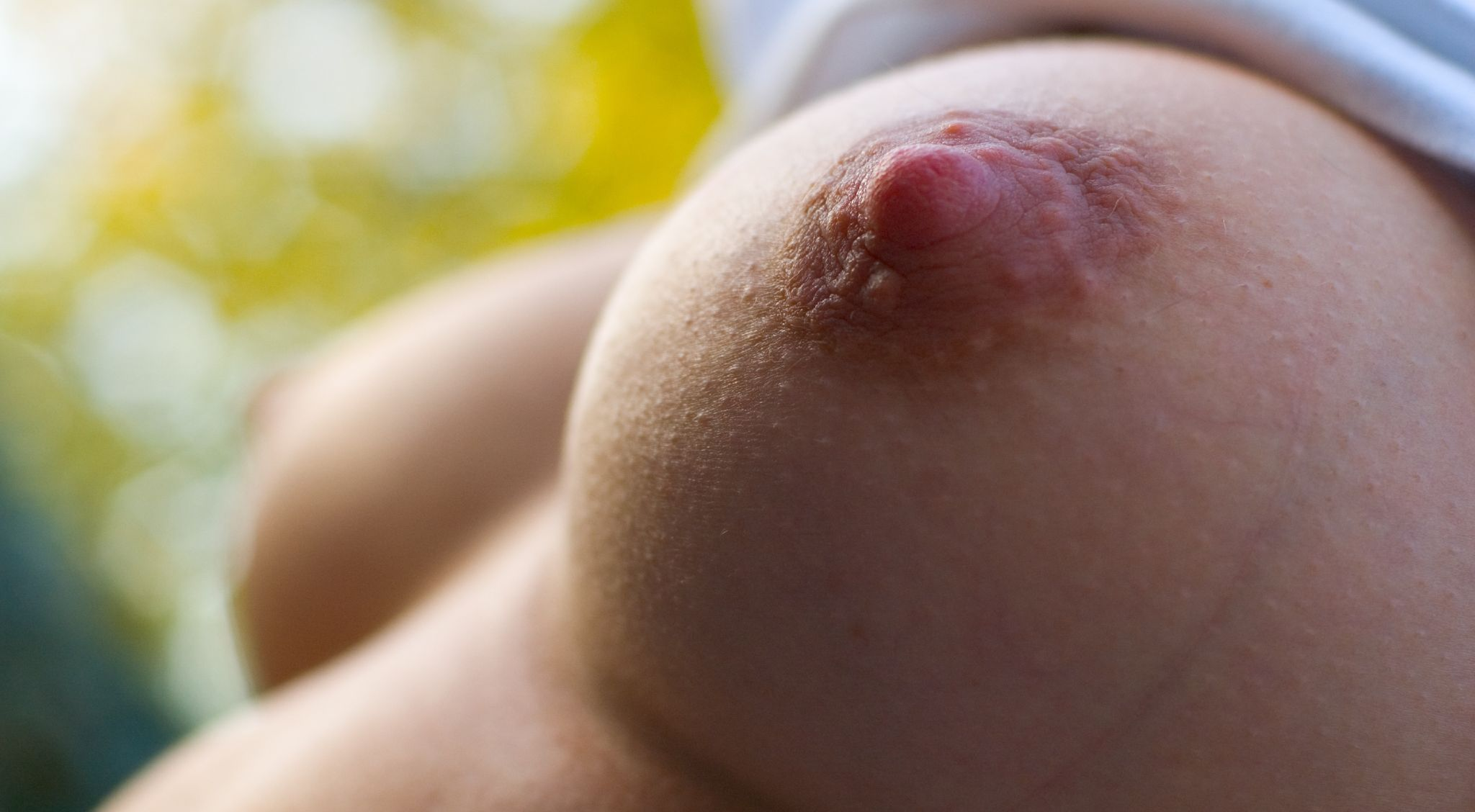
Ženská ňadra s viditelnými bradavkami u těhotné ženy

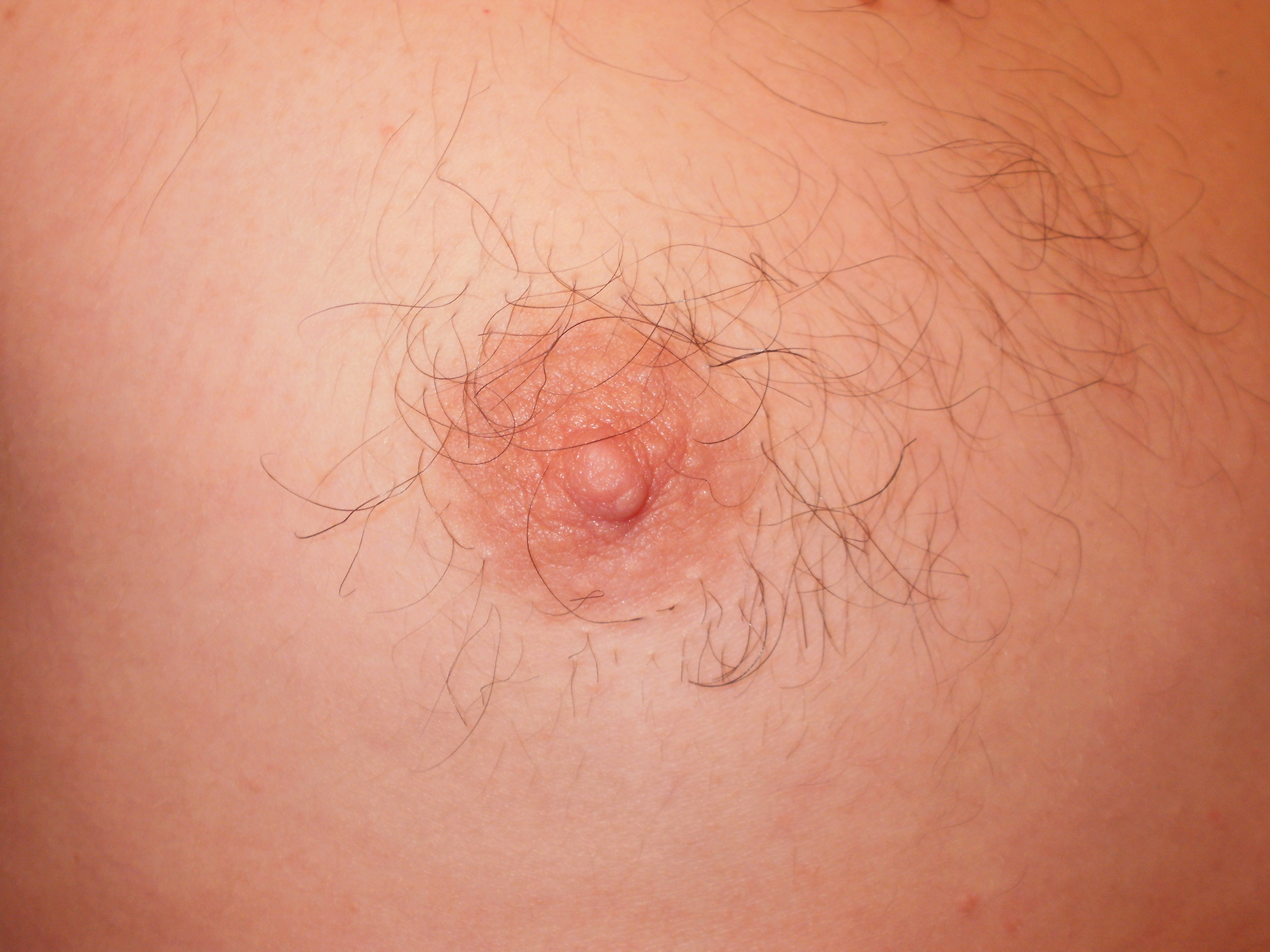
Mužská bradavka

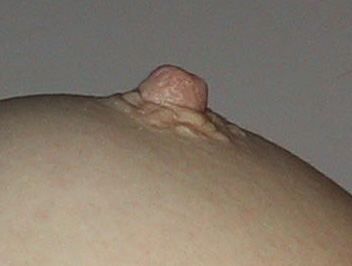
Ženská bradavka z profilu

Bradavka je bradavčitý výběžek uprostřed prsního dvorce (prsu), na kterém vyúsťují mléčné žlázy. U žen slouží v období laktace ke kojení. Také u mužů je bradavka vývodem fyziologicky funkčních mléčných žláz, ale mužská laktace je výjimečná. Každý člověk má jeden pár bradavek, vzácně se vyskytnou vývojové anomálie, kdy je na mléčné liště vyvinuto více párů bradavek. Při vzrušení (ale i například vlivem chladu) dochází ke zvětšení a ztuhnutí bradavek.

## Poruchy

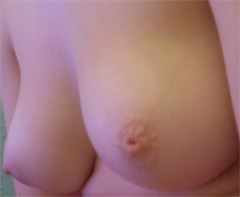
Bradavka „vpáčená do prsu“

V některých případech se stává, že bradavka nevystupuje z prsu, ale je tzv. vpáčená do něho. V tomto případě se hovoří o tzv. vpáčené bradavce, která způsobuje značné problémy v psychice ženy a ve správné funkci kojení dítěte. Jedná se většinou o vrozenou vadu, kterou je možné řešit za pomoci piercingu či plastické chirurgie. V případě, že se vpáčená bradavka objeví až v průběhu života, může to napovídat o nádorovém bujení v prsu. Na druhou stranu se problém vpáčené bradavky často objevuje u dívek v době puberty a jedná se jen o dočasný jev.